# Lithacodia integra
Lithacodia integra är en fjärilsart som beskrevs av W. Warren 1913. Lithacodia integra ingår i släktet Lithacodia och familjen nattflyn. Inga underarter finns listade i Catalogue of Life.